# Giamaica ai Giochi della XXXI Olimpiade
La Giamaica ha partecipato ai Giochi della XXXI Olimpiade, che si sono svolti a Rio de Janeiro, Brasile, dal 5 al 21 agosto 2016, con una delegazione di 56 atleti impegnati in quattro discipline. Portabandiera alla cerimonia di apertura è stata la due volte campionessa olimpica sui 100 metri piani Shelly-Ann Fraser-Pryce, alla sua terza Olimpiade.
La Giamaica ha conquistato complessivamente sei medaglie d'oro, tre d'argento e due di bronzo, tutte nell'atletica leggera, disciplina in cui si è piazzata al terzo posto nel medagliere primeggiando, per la terza olimpiade consecutiva, nelle gare di velocità.

## Medaglie

### Medagliere per disciplina
| Sport            | Oro | Argento | Bronzo | Totale |
| ---------------- | --- | ------- | ------ | ------ |
| Atletica leggera | 6   | 3       | 2      | 11     |
| Totale           | 6   | 3       | 2      | 11     |

### Medaglie d'oro
| Medaglia | Nome                                                                                  | Sport            | Evento                         |
| -------- | ------------------------------------------------------------------------------------- | ---------------- | ------------------------------ |
| Oro      | Elaine Thompson                                                                       | Atletica leggera | 100 metri piani femminili      |
| Oro      | Usain Bolt                                                                            | Atletica leggera | 100 metri piani maschili       |
| Oro      | Omar McLeod                                                                           | Atletica leggera | 110 metri ostacoli             |
| Oro      | Elaine Thompson                                                                       | Atletica leggera | 200 metri piani femminili      |
| Oro      | Usain Bolt                                                                            | Atletica leggera | 200 metri piani maschili       |
| Oro      | Asafa Powell Yohan Blake Nickel Ashmeade Usain Bolt Kemar Bailey-Cole Jevaughn Minzie | Atletica leggera | Staffetta 4×100 metri maschile |

### Medaglie d'argento
| Medaglia | Nome | Sport            | Evento                          |
| -------- | --- | ---------------- | ------------------------------- |
| Argento  | Christania Williams Elaine Thompson Veronica Campbell-Brown Shelly-Ann Fraser-Pryce                                      | Atletica leggera | Staffetta 4×100 metri femminile |
| Argento  | Christine Day Chrisann Gordon Shericka Jackson Anneisha McLaughlin-Whilby Stephenie Ann McPherson Novlene Williams-Mills | Atletica leggera | Staffetta 4×400 metri femminile |
| Argento  | Nathon Allen Fitzroy Dunkley Javon Francis Peter Matthews Rusheen McDonald                                               | Atletica leggera | Staffetta 4×400 metri maschile  |

### Medaglie di bronzo
| Medaglia | Nome                    | Sport            | Evento                    |
| -------- | ----------------------- | ---------------- | ------------------------- |
| Bronzo   | Shelly-Ann Fraser-Pryce | Atletica leggera | 100 metri piani femminili |
| Bronzo   | Shericka Jackson        | Atletica leggera | 400 metri piani femminili |